# Bratków (Bogatynia)
Bratków (deutsch Blumberg) ist ein Dorf in der Stadt-und-Land-Gemeinde Bogatynia im Powiat Zgorzelecki (Görlitz) in der Woiwodschaft Niederschlesien in Polen.

## Sehenswürdigkeiten

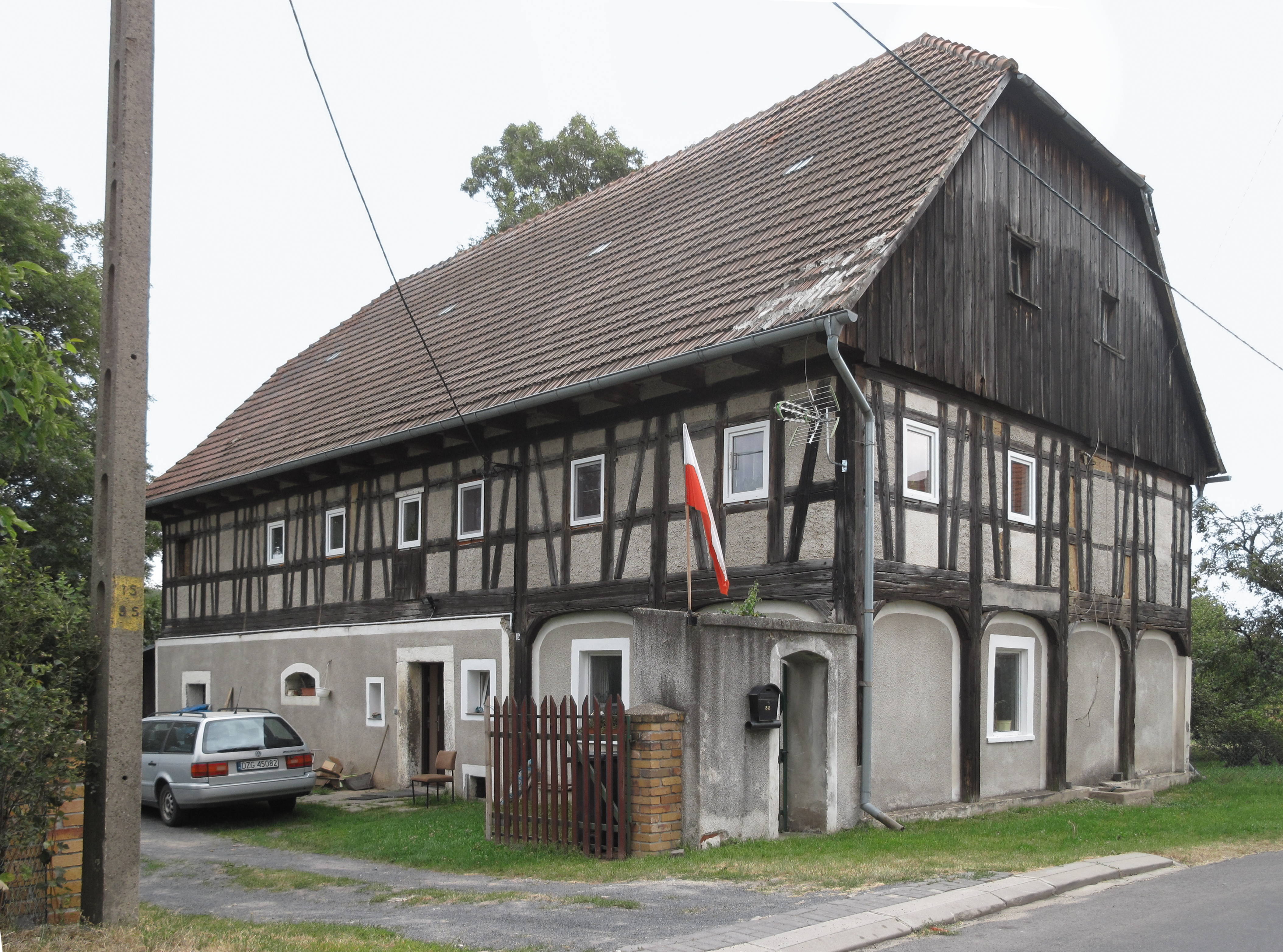
Umgebindehaus

Die Häuser Nummer 2, 82, 83 und 84 sind Umgebindehäuser aus der 1. Hälfte des 19. Jahrhunderts.

## Verkehr
Der südwestlich des Ortes in Posada gelegene Haltepunkt Bratków Zgorzelecki an der Bahnstrecke Zittau–Hagenwerder wurde 2000 aufgegeben. Östlich von Bratków verläuft die Droga wojewódzka 352.